# Визит Владимира Зеленского в США (2022)
21 декабря 2022 года президент Украины Владимир Зеленский посетил США с первым после февральского начала полномасштабных боевых действий зарубежным визитом. В ходе своего визита Зеленский встретился с президентом США Джо Байденом и выступил на совместном заседании обеих палат Конгресса США. В преддверии визита Зеленского госсекретарь США Энтони Блинкен объявил о пакете военной помощи Украине на сумму 1,85 миллиарда долларов.

## Предыстория
24 февраля 2022 года Россия вторглась на Украину, что привело к крупной эскалации российско-украинской войны. В начале вторжения Зеленский отклонил предложения Соединённых штатов об эвакуации в США. Соединенные Штаты помогали Украине и Зеленскому другими способами, при этом США оказали наибольшую помощь Украине, чем любой другой стране, подвергшейся вторжению, в истории — около 50 миллиардов долларов США на момент визита Зеленского.

## Визит в Соединённые Штаты
Поездка Зеленского по соображениям безопасности планировалась в условиях секретности. Впервые тема возможного визита обсуждалась на саммите постоянной конференции «Крымская платформа» 24-26 октября в Загребе с участием спикера Палаты представителей Нэнси Пелоси. Непосредственное обсуждение будущего визита началось 11 декабря, 14 декабря администрация Президента США направила Зеленскому официальное приглашение, 16 декабря оно было принято.
Поздним вечером 20 декабря Зеленский на поезде выехал из Киева и утром прибыл в польский город Пшемысль в сопровождении посла США на Украине Бриджит Бринк. Из польского аэропорта Жешув-Ясёнка правительственный самолёт США доставил Президента Украины на авиабазу Эндрюс, откуда кортеж Зеленского проследовал в расположенную в 24 км от авиабазы американскую столицу. После краткого отдыха в Блэр-хаусе, официальной резиденции для гостей Президента США, Зеленский направился в Белый дом.

### Встреча с Джо Байденом
Во время своего визита в США Зеленский встретился с президентом Джо Байденом. Байден пообещал предоставить ракетную систему Patriot для использования Украиной против российских самолетов, баллистических и крылатых ракет. Система Patriot ранее была запрошена Украиной.

### Выступление в Конгрессе
После встречи с Байденом Зеленский выступил на английском языке на совместном заседании Конгресса США. В своем выступлении Зеленский призвал к большей помощи Украине, заявив, что «Украина жива и здорова». Опираясь на хорошо понятные американской аудитории аналогии с Войной за независимость США и Битвой в Арденнах (1944), Зеленский подчеркнул, что Украина сражается не только за себя, но и за коллективную безопасность Европы и свободного мира, так что финансовая поддержка Украины Западом — это не благотворительность, а вклад в общее дело. После своего выступления Зеленский передал вице-президенту США Камале Харрис и спикеру Палаты представителей США Нэнси Пелоси украинский флаг, подписанный украинскими солдатами, сражавшимися в битве за Бахмут.

## Оценки визита
Многие СМИ сразу оценили визит Зеленского как исторический, вплоть до сравнений с визитом Уинстона Черчилля в США 22 декабря 1941 года.
По мнению самого Зеленского, его поездка стала зримым свидетельством действительно партнёрских и союзнических отношений между США и Украиной. Советник Зеленского Михаил Подоляк подчеркнул, что этот визит опровергает пропагандистские спекуляции об охлаждении украино-американских отношений. Сопровождавший Зеленского в поездке Андрей Ермак подчеркнул, что визит укрепил личный контакт между президентами, но также и между украинским руководством и руководящими деятелями Республиканской партии.
Эксперт RAND, бывший посол США в Грузии и Казахстане Уильям Кортни заявил, что обеим сторонам — США и Украине — было что отметить в ходе визита. Практическая сторона визита, по мнению Кортни, тоже была важной: «С практической точки зрения, символичным и важным стало получение Украиной одной батареи ПВО Patriot <…>. Я думаю, что в частных беседах президент Зеленский также запрашивал боевые самолёты F-15 и F-16, танки и другие вооружения, которые могут понадобиться для успешного контрнаступления в будущем». Бывший посол США на Украине и глава Центра изучения Евразии в Атлантическом совете Джон Хербст заявил, что США, однако, могли бы оказывать Украине и гораздо бо́льшую помощь, не ограничиваясь поставкой одного комплекса «Пэтриот». Хербст утверждал, что контакт Байдена и Зеленского не стал прорывом в смысле объёма американской помощи Украине, а сдержанный подход к оказанию помощи Украине не является верным.
Почётный профессор Джорджтаунского университета Анджела Стент отметила, что даже тот прогресс, который был зафиксирован в помощи Вашингтона Киеву во время визита Зеленского, должен был всерьёз обеспокоить Москву. Она также отметила, что встреча Байдена и Зеленского в Вашингтоне «обязательно будет использована» пропагандистами в Москве для дальнейшей дезинформации россиян.
Российскую реакцию на визит Зеленского в США некоторые СМИ называют «нервной», предполагая, что с целью уравновесить международный эффект в это же время была предпринята поездка Дмитрия Медведева в Китай. Пресс-секретарь президента России Дмитрий Песков сообщил, что «не прозвучало никаких реальных призывов к миру», а США «продолжают свою линию на то, чтобы де-факто и опосредованно воевать с Россией до последнего украинца».